# 4825-ös busz
A 4825-ös számú autóbuszvonal Békés vármegye két legnagyobb települését, Békéscsabát és Gyulát köti össze.
A vonalat eredetileg a Körös Volán Zrt. majd a későbbi jogutód DAKK Zrt. üzemeltette. 2019 októberétől az egységes Volánbusz Zrt. hálózatának része.

## Menetidők, menetrend
A vonalon csúcsidőben körülbelül 10-30 percenként, egyébként átlagosan 30-40 percenként közlekednek a járatok.

### Megállóhelyek
| 0  | Békéscsaba, autóbusz-állomás | 40 | 1085, 1346, 1374, 1440, 1441, 1486, 1499, 1501, 4800, 4801, 4805, 4810, 4812, 4813, 4815, 4816, 4819, 4820, 4821, 4824, 4826, 4827, 4828, 4829, 4830, 4831 4832, 4833, 4835, 4838, 4839, 4840, 4844, 4850, 4855, 4894, 5008, 5021, 5128, 5160, 5189, 5208 személyvonat, sebesvonat, nemzetközi gyorsvonat, IC, nemzetközi IC |
| 5  | Békéscsaba, Haán Lajos utca  | 37 | |
| 6  | Békéscsaba, Derkovits sor    | 36 | |
| 7  | Békéscsaba, Kórház           | 35 | |
| 8  | Békéscsaba, Sportcsarnok     | 34 | |
| 9  | Békéscsaba, iskolacentrum    | 33 | |
| 10 | Békéscsaba, Gyulai út        | 32 | |
| 12 | Körte sor                    | 30 | |
| 17 | Veszely csárda               | 25 | |
| 19 | Pósteleki elágazás           | 23 | |
| 21 | Bicere iskola                | 19 | |
| 23 | Gyula, Üzletközpont          | 17 | |
| 24 | Gyula, Körgát                | 16 | |
| 27 | Gyula, Tesco                 | 13 | |
| 30 | Gyula, autóbusz-állomás      | 10 | 1085, 1373, 1440, 4812, 4824, 4826, 4827, 4835, 4855, 4872, 4880, 4881, 4882, 4883, 4885, 4887, 4890, 4892, 4894, 4897, 5021, 5022, 5128, 5160, 5189, 5208 |
| 32 | Gyula, Kossuth tér           | ∫  | |
| 33 | Gyula, Rendelőintézet        | 1  | |
| 35 | Gyula, várfürdő              | 0  | |